# Rodelinda (regina VI secolo)
Rodelinda (o Rodelindis, Roddenda, Rodelenda; VI secolo) fu regina dei Longobardi nel VI secolo, quale moglie di Audoino (547-560 circa). è madre di Alboino (560 circa-572)

## Biografia
Di lei sappiamo solo che visse nel VI secolo, che fu la moglie del re dei Longobardi, Audoino e che fu la madre di Alboino. Infatti secondo l'Origo gentis Langobardorum Rodelenda è la madre di Alboino («cui mater est rodelenda»). Anche Paolo Diacono cita Rodelinda come moglie di Audoino e madre di Alboino. Secondo Giordane, il matrimonio fu voluto dall'imperatore: ella sarebbe la nipote (figlia della sorella) del re ostrogoto Teodato. Se la regina era veramente di sangue amalo, il matrimonio avrebbe aumentato il prestigio dei federati dell'impero e, di fronte agli altri barbari, li avrebbero quasi designati come eredi del re goto.
È stato ipotizzato di identificarla con la principessa turingia-ostrogota, il cui nome è ignoto (si ipotizza "Rodelindis"), figlia di Ermanafrido e Amalaberga (figlia di Amalafrida), che, per intervento della corte di Costantinopoli, secondo Procopio, fu la seconda moglie ad Audoino. Tale matrimonio, tuttavia, avvenne presumibilmente dopo la salita al trono di Audoino, nel 546; lo storico Giordane sembra collocarlo nel 547. La nascita di Alboino, pertanto, si collocherebbe in una data tarda in relazione alla cronologia della sua vita (lo storico bizantino Teofilatto Simocatta gli attribuisce addirittura un figlio adulto nel 565), per cui l'identificazione è poco probabile.

## Fonti
- Procopio, "Bellum Gothicum", IV, 25.
- Giordane, "Romana", CCCLXXXVI.
- Teofilatto Simocatta, "Storie", VI, 10.